# Odanah (Wisconsin)
Odanah es un lugar designado por el censo ubicado en el condado de Ashland en el estado estadounidense de Wisconsin. En el Censo de 2010 tenía una población de 13 habitantes y una densidad poblacional de 9,65 personas por km².

## Geografía
Odanah se encuentra ubicado en las coordenadas 46°36′39″N 90°42′4″O / 46.61083, -90.70111. Según la Oficina del Censo de los Estados Unidos, Odanah tiene una superficie total de 1.35 km², de la cual 1.29 km² corresponden a tierra firme y (3.85%) 0.05 km² es agua.

## Demografía
Según el censo de 2010, había 13 personas residiendo en Odanah. La densidad de población era de 9,65 hab./km². De los 13 habitantes, Odanah estaba compuesto por el 0% blancos, el 0% eran afroamericanos, el 100% eran amerindios, el 0% eran asiáticos, el 0% eran isleños del Pacífico, el 0% eran de otras razas y el 0% pertenecían a dos o más razas. Del total de la población el 7.69% eran hispanos o latinos de cualquier raza.